# Proantocijanidin A-tipa
Proantocijanidini A-tipa su specifičan tip proantocijanidina, koji su klasa flavanoida. Proantocijanidini se ubrajaju u širok opseg imena u nutricionom i naučnom žargonu, uključujući oligomere proantocijanidine, flavanoide, polifenole, kondenzovane tanine, i OPC jedinjenja. Proantocijanidine je prvi popularizovao francuski naučnih Žak Maskelijer.

## Distribucija u biljkama
A-tip veze je manje zastupljeno svojstvo kod proantocijanidina sa 4β→8 (B-tip) i 2β→O→7 interflavanoidnim vezama.
A-tip proantocijanidinskih glikozida se može izolovati iz čokoladne tečnosti.

### Dimeri
- Procijanidin A1 je epikatehin-(2β→7,4β→8)-epikatehinski dimer.
- Procijanidin A2 je dimerni (-)epikatehin.

Drugi proantocijanidini A-tipa se mogu naći u brusnicama, cimetu, ljusci kikirikija i Geranium niveum.